# 小原昇 (官僚)
小原 昇（おはら のぼる、1962年11月20日 - ）は、日本の財務官僚。

## 来歴
京都府出身。1986年 京都大学法学部卒業、大蔵省入省（大臣官房文書課）。1992年7月 延岡税務署長。1993年7月 郵政省電気通信局電気通信事業部データ通信課長補佐。2010年7月 近畿財務局総務部長。2012年7月 関東財務局総務部長。2014年7月 九州財務局長。2015年7月 仙台国税局長。2016年7月1日 国土交通省大臣官房審議官（官庁営繕部担当）。2017年7月7日 国土交通省大臣官房審議官（国土政策局担当）。2018年7月27日に福岡国税局長。2019年7月5日に名古屋国税局長。2020年7月20日より大阪国税局長。2022年三井住友信託銀行顧問、辻・本郷税理士法人顧問。2023年民間都市開発推進機構副理事長。

## 職歴
- 1986年4月：大蔵省入省（大臣官房文書課）
- 1988年7月：大臣官房付（外務研修）
- 1989年5月：外務省在ソヴィエト連邦日本国大使館三等書記官
- 1990年4月：外務省在ソヴィエト連邦日本国大使館二等書記官
- 1991年7月：国際金融局総務課調整係長[7]
- 1992年7月：延岡税務署長
- 1993年7月：郵政省電気通信局電気通信事業部データ通信課長補佐
- 1995年6月：理財局総務課長補佐（総合資金・資金調整・調査）[8]
- 1996年7月：理財局国庫課長補佐
- 1997年7月：理財局資金第一課長補佐（資金企画）[9]
- 1998年7月：理財局資金第二課長補佐
- 1999年7月：財政金融研究所研究部主任研究官
- 2000年7月：大臣官房総合政策課長補佐兼財務総合政策研究所研究部研究企画課長
- 2001年1月：財務省大臣官房総合政策課長補佐兼財務総合政策研究所研究部研究企画課長
- 2001年7月：国税庁長官官房人事課長補佐
- 2002年7月：大臣官房企画官兼国税庁長官官房人事課
- 2004年7月：大臣官房企画官兼主税局税制第一課兼主税局税制第二課兼主税局国際租税課
- 2005年7月：大臣官房企画官兼主税局税制第一課兼主税局税制第三課兼主税局参事官付
- 2007年7月：東京国税局課税第一部長
- 2009年7月：国税庁徴収部徴収課長
- 2009年10月：国税庁調査査察部調査課長
- 2010年7月：近畿財務局総務部長
- 2012年7月：関東財務局総務部長
- 2014年7月：九州財務局長
- 2015年7月：仙台国税局長
- 2016年7月：国土交通省大臣官房審議官（官庁営繕部担当）
- 2017年7月：国土交通省大臣官房審議官（国土政策局担当）
- 2018年7月：福岡国税局長
- 2019年7月：名古屋国税局長
- 2020年7月：大阪国税局長
- 2021年7月：大臣官房付
- 2021年8月：国土交通省政策統括官